# Стэплтон-Коттон, Веллингтон, 2-й виконт Комбермер
Полковник Веллингтон Генри Стэплтон-Коттон, 2-й виконт Комбермер (англ. Wellington Henry Stapleton-Cotton, 2nd Viscount Combermere; 24 ноября 1818 — 1 декабря 1891) — британский военный и консервативный политический деятель.

## Происхождение и образование
Родился 24 ноября 1818 года в Данкомб-Хаусе, Сент-Томас, Барбадос. Единственный сын фельдмаршала Стэплтона Стэплтона-Коттона, 1-го виконта Комбермера (1773—1865), тогдашнего губернатора Барбадоса и Наветренных островов, и его второй жены, Кэролайн Гревилл (? — 1837), дочери капитана Уильяма Гревилла и Мелиоры Саутвелл.
Он получил образование в средней школе Одлема в Чешире и в Итонском колледже, затем в 1837 году недолгое время посещал колледж Крайст-Черч в Оксфорде, прежде чем пойти в армию.

## Военная и политическая карьера
Веллингтон Стэплтон-Коттон был зачислен в 7-й гусарский полк в 1837 году и служил в Канаде, где полк принял участие в подавлении восстания патриотов, прежде чем вернуться в Англию в 1841 году, когда он обменял свое звание на 1-й лейб-гвардии. Он был произведен в капитаны в 1846 году и в майоры в 1850 году, занимая должность секретаря генерального мастера артиллерии с марта по декабрь 1852 года . Он был произведен в подполковники в 1857 году, и получил звание полковника в 1861 году, уйдя в отставку из армии в 1866 году.
На протяжении всей своей военной карьеры и в Комбермере он проявил себя как спортсмен, заслужив репутацию хорошего стрелка, наездника на стипль-чезах и страстного рыболова-нахлыста. Он также разводил лошадей, был страстным охотником на лис и часто судил на Королевских сельскохозяйственных и других выставках в Ислингтоне и Бирмингеме.
С 1847 по 1857 год Веллингтон Стэплтон-Коттон заседал в Палате общин Великобритании от Каррикфергуса.
21 февраля 1865 года после смерти своего отца Веллингтон Стэплтон-Коттон унаследовал титулы 2-го виконта Комбермера из Бартпура, 2-го барона Комбермера из Комбермера из Комбермера в графстве Чешир и 7-го баронета Коттона из Комбермера в графстве Чешир, став членом Палаты лордов Великобритании.

## Личная жизнь
29 июня 1844 года в Пил-Фолд, Ланкашир, Англия, Веллингтон Стэплтон-Коттон женился на Сьюзен Элис Ситуэлл (2 апреля 1819 — 12 августа 1869), дочери сэра Джорджа Ситуэлла, 2-го баронета Ренишоу-холла, и Сьюзен Тэйт, сестры преподобного Арчибальда Кэмпбелла Тэйта, архиепископа Кентерберийского. У супругов было двое сыновей и две дочери:
- Роберт Веллингтон Стэплтон-Коттон, 3-й виконт Комбермер (18 июня 1845 — 20 февраля 1898), который женился на Изабель Мэриан (урожденной Четвинд) Пул, бывшей жене главного шерифа Чешира Кадворта Холстеда Пула[6].
- Полковник Достопочтенный Ричард Саутвелл Джордж Стэплтон-Коттон (9 октября 1849 — 24 ноября 1925), генеральный инспектор полиции Британской Гвианы с 1889 по 1891 год. В 1870 году он женился на достопочтенной Джейн Шарлотте Метуэн, второй дочери Фредерика Метуэна, 2-го барона Метуэна[6].
- Достопочтенная Сьюзен Кэролайн Мэри Стэплтон-Коттон (ок. 1847 — 28 мая 1916), в 1867 году она вышла замуж за подполковника Сесила Леннокса Пиля, четвертого сына Лоренса Пила (шестого сына сэра Роберта Пила, 1-го баронета) и леди Джейн Леннокс (которая сама была четвертой дочерью Чарльза Леннокса, 4-го герцога Ричмонда)[6].
- Достопочтенная Эстер Элис Стэплтон-Коттон (ок. 1851 — 17 марта 1930), в 1880 году она вышла замуж за лорда Александра Виктора Пэджета, второго сына Генри Пэджета, 2-го маркиза Англси, и его второй жены Генриетты Марии Бэгот (третьей дочери достопочтенного сэра Чарльза Бэгота)[6].

Лорд Комбермер скончался от коронарного тромбоза в своем лондонском доме на Сент-Джеймс-Плейс в декабре 1891 года в возрасте 73 лет, через семь недель после того, как его переехал конный экипаж. Он был похоронен в церкви Святой Маргариты в Ренбери, Чешир. Его преемником на посту виконта стал его старший сын Роберт.